# Maarten Tromp (aviron)
Pour les articles homonymes, voir Tromp.
Maarten Tromp est un rameur néerlandais né le 26 juillet 1983 à Amsterdam. 

## Palmarès

### Championnats du monde
- 2007, à Munich,  Allemagne
  -  Médaille d'or en huit poids légers
- 2008, à Linz,  Autriche
  -  Médaille de bronze en huit poids légers
- 2009, à Poznań,  Pologne
  -  Médaille de bronze en huit poids légers